# Grettstadt
Grettstadt település Németországban, azon belül Bajorországban. Lakosainak száma 4310 fő (2023. december 31.).

## Népesség
A település népessége az elmúlt években az alábbi módon változott:
| Lakosok száma | 3346 | 2014 | 4151 | 4161 | 4186 | 4211 | 4282 | 4238 | 4329 | 4310 |
|               | 1970 | 1975 | 2011 | 2012 | 2014 | 2015 | 2017 | 2019 | 2022 | 2023 |